# Ericsson AB
Ericsson AB bildades år 2002 genom en sammanslagning av 20 olika Ericssonbolag, men har behållit det största delbolagets, Ericsson Radio Systems, företagsnummer, varför det snarare kan beskrivas som att 19 andra bolag gick upp i Ericsson Radio Systems och blev Ericsson AB. Sammanslagningen gjordes för att minska kostnader i kölvattnet av telekomkrisen. Ericsson AB är koncernens mest centrala, största och viktigaste bolag med ett redovisat värde på cirka 20 miljarder kronor under hela 2000-talet. Idag är huvudverksamheten inom Ericsson AB infrastruktur för mobiltelefoni.